# Dexter Jackson (football américain)
Pour les articles homonymes, voir Dexter Jackson.
(en) Statistiques sur pro-football-reference
Dexter Jackson est un joueur américain de football américain, né le 28 juillet 1977 à Quincy (Floride), qui évoluait au poste de safety. 
Il a joué 10 saisons dans la National Football League (NFL) avec les Buccaneers de Tampa Bay (1999 à 2002, 2004 à 2005), les Cardinals de l'Arizona (2003) et les Bengals de Cincinnati (2006 à 2008).

## Biographie

### Carrière universitaire
Il effectue sa carrière universitaire avec les Seminoles de Florida State. Il a cumulé 194 plaquages en universitaire.

### Carrière professionnelle
Il est sélectionné par les Buccaneers de Tampa Bay au quatrième tour, en 113e position, lors de la draft 1999 de la NFL.
Il joue ses deux premières saisons comme relève puis devient titulaire dès la saison 2001, réalisant notamment 4 interceptions. La saison suivante, il aide les Buccaneers à remporter le Super Bowl XXXVII face aux Raiders d'Oakland. Il intercepte deux fois le quarterback des Raiders Rich Gannon et est nommé meilleur joueur à l'issue du match. 
Après cette victoire au Super Bowl, il s'entend avec les Steelers de Pittsburgh en 2003, mais change rapidement d'avis et rejoint plutôt les Cardinals de l'Arizona sur un contrat de 5 ans. Il réalise son plus haut total d'interceptions sur une saison avec 6 passes interceptées. Il se blesse au dos lors de la pré-saison en 2004 et après avoir manqué les cinq premiers matchs du calendrier, il est libéré par les Cardinals. Il retourne chez les Buccaneers durant la saison, avec lesquels il joue deux saisons additionnelles. 
Il signe aux Bengals de Cincinnati en 2006 et y joue trois saisons avant d'être libéré après la saison 2008. Il joue sa dernière saison professionnelle en 2009 avec les Tuskers de la Floride.

## Palmarès
- Vainqueur du Super Bowl XXXVII avec les Buccaneers de Tampa Bay ;
- Meilleur joueur du Super Bowl XXXVII.